# إتيان لويس مالس
إتيان لويس مالس (بالفرنسية: Étienne-Louis Malus)‏ ـ (23 يوليو 1775 ـ 24 فبراير 1812) هو ضابط ومهندس وفيزيائي وعالم رياضيات فرنسي.
ولد مالس في باريس بفرنسا، وشارك في حملة نابليون على مصر (1798 ـ 1801) وكان أحد أعضاء قسم الرياضيات بمعهد مصر (بالفرنسية: Institut d'Égypte)‏ الذي أسسه نابليون لإجراء الأبحاث أثناء حملته على مصر.
انتخب مالس عضواً بالأكاديمية الفرنسية للعلوم سنة 1810، وفي نفس العام منحته الجمعية الملكية البريطانية وسام رمفورد.

## روابط خارجية
- إتيان لويس مالس على موقع الموسوعة البريطانية (الإنجليزية)
- إتيان لويس مالس على موقع إن إن دي بي (الإنجليزية)